# Personality (Lloyd Price)
Personality è un singolo di Lloyd Price.
Il singolo si collocò in seconda posizione per tre settimane sulla Billboard Hot 100, diventando uno dei più famosi del cantante, inoltre il brano raggiunse la prima posizione sulla classifica R&B, mantenendo tale posizione per quattro settimane.
In seguito furono realizzate diverse versioni della canzone, tra cui quella di Annie Ross nell'album Basket Case 3: The Progeny, quella dei Kidsongs, intitolata Let's Put on a Show; in Italia il brano, intitolato "Personalità", ha avuto nei primi anni '60 larga diffusione nelle versioni di Mina, Adriano Celentano, Jole Suardi (Maryland Record, C 3022) ed, in particolare, Caterina Valente; nel 1984 Claudia Mori la inserisce nell'album Claudia canta Adriano.